# (107379) Johnlogan
(107379) Johnlogan est un astéroïde de la ceinture principale.

## Description
(107379) Johnlogan est un astéroïde de la ceinture principale. Il fut découvert le 15 février 2001 par l'observatoire Tenagra II à Nogales (Arizona). Il présente une orbite caractérisée par un demi-grand axe de 2,77 UA, une excentricité de 0,04 et une inclinaison de 3,9° par rapport à l'écliptique.